# کوتتالا
کوتتالا (انگلیسی: Kottala) یک روستا در کشور سری‌لانکا است.